# ブスと野獣
『ブスと野獣』（ブスとやじゅう）とは、2015年8月2日から9月19日まで毎週土曜日23:40 - 翌0:05に、フジテレビ系の『土ドラ』枠で放送されたテレビドラマである。
矢本悠馬とゆいP（おかずクラブ）のダブル主演で、ともに連続ドラマ初主演となる。ゆいPは、プロデューサーが別の番組での即興劇を見たことから起用に至った。

## あらすじ
明央大学に通う中田健太は、その残念な容姿から「ブス」と呼ばれていた。そんな彼の目標は、とびきりの美人と付き合うこと。同じく、健太の同級生でその容姿の悪さから「野獣」と呼ばれている、篠原幸恵は、とびきりイケメンの彼氏を求めていた。そんな二人は、それぞれ運命の出会いを果たすのだが、それは互いの友人だった。かくして健太と幸恵は、この恋を成就させることが出来るのか？

## キャスト
中田 健太
演 - 矢本悠馬
本作の主人公。明央大学2年生。20歳。ディベート部のエース。容姿が悪いことから、通称：ブスと呼ばれる男。今まで恋人が出来たことがなく、美人な恋人が欲しいと思っている。座右の銘は「ペンは剣より強し。ディベートは世界を救う」。
篠原 幸恵
演 - ゆいP（おかずクラブ）
本作のもうひとりの主人公。明央大学2年。20歳。レスリング部主将。容姿が悪いことから、通称：野獣と呼ばれる女。健太と同様、今まで恋人が出来たことがなく、イケメン（特に塩系イケメン）の恋人が欲しいと思っている。座右の銘は「欲しいものは力ずくで手に入れる」。
上条 梓
演 - 逢沢りな
幸恵の親友で、健太の想い人。明央大学2年。レスリング部マネージャー。才色兼備で、大学のマドンナ的存在。
北原 颯佑
演 - 成田凌
健太の親友で、幸恵の想い人。明央大学2年。20歳。ディベート部とバスケ部を掛け持つ文武両道のイケメン。
マサル
演 - 森下大地
シズカ
演 - オカリナ（おかずクラブ）
マサルとシズカは、下北沢にいそうなカップル。健太と幸恵の前に度々現れては、二人に影響を与える。
ナレーション
声 - 村本大輔（ウーマンラッシュアワー）

## スタッフ
- 脚本：坂本絵美、村井真也
- キャラクター監修：モリタイシ[2]
- 主題歌：サンボマスター「時間をとめるラブソング」（Victor/Getting Better）[2]
- プロデュース：池田拓也
- 演出：加藤裕将、高野舞
- 制作：フジテレビドラマ制作センター

## 放送日程
| 各話   | サブタイトル                                                         | 放送日       | 脚本 | 演出 |
| ------ | -------------------------------------------------------------------- | ------------ | ---- | ---- |
| 第1話  | 恋に落ちると言うが、昇るとは言わない。つまり、そういうことだ。       | 8月2日（日） |      |      |
| 第2話  | 恋のキューピッドがいたとしても恋の矢が折れることは、よくあることだ。 | 8月8日       |      |      |
| 第3話  | 恋は思い込みによって加速し、すれ違いによって悪化する                 | 8月15日      |      |      |
| 第4話  | 思い通りにいく恋は恋愛とは呼ばない                                   | 8月22日      |      |      |
| 第5話  | 恋を手に入れるには、まずは飛び込むことだ。人に愚かだと笑われても     | 8月29日      |      |      |
| 第6話  | 戸惑いと動揺は 恋の証である                                          | 9月6日（日） |      |      |
| 第7話  | 恋愛において、最悪と最高の景色は表裏一体である                       | 9月12日      |      |      |
| 最終話 | 恋は、美しくない---だからこそ魅力がある                              | 9月19日      |      |      |